# サザビー (ガンダムシリーズ)
サザビー (SAZABI) は、「ガンダムシリーズ」に登場する架空の兵器。有人操縦式の人型機動兵器「モビルスーツ（MS）」のひとつ。初出は、1988年に公開されたアニメーション映画『機動戦士ガンダム 逆襲のシャア』。
劇中の敵側勢力である新生ネオ・ジオン軍の総帥シャア・アズナブルの専用機。特殊な人間であるニュータイプ用に開発された高性能機で、歴代のガンダム作品に登場するジオン系MSの集大成とされる。『逆襲のシャア』のMSのなかでも大柄な体躯と、シャアのパーソナルカラーである赤い機体色が特徴。背部上段に装備された2基のコンテナには、「ファンネル」と呼ばれる遠隔誘導ビーム砲台を合計6基搭載している。劇中終盤において、主人公アムロ・レイが搭乗するνガンダムと死闘を繰り広げる。
本記事では、小説『機動戦士ガンダム 逆襲のシャア ベルトーチカ・チルドレン』でのサザビー的位置づけにある機体「ナイチンゲール」、映画『機動戦士ガンダム 逆襲のシャア』にサザビーのポジションで登場する予定だった機体「ナイチンゲール（永野護版）」、漫画『機動戦士ムーンガンダム』に登場する原型機「バルギル」とその改修機「ムーンガンダム」についても記述する。

## デザイン
メカニックデザインは出渕裕が担当。永野護の降板で急遽メイン・メカニックデザイナーに就任したことで、限られた期間でデザインすることになった。
シャアがそれまでに乗ってきた機体の集大成として考えられたデザインで、西洋甲冑のイメージを取り入れてまとめられている。頭部や角の形は『機動戦士ガンダム』でシャアがかぶっていたヘルメットのイメージで、フェイス部分は百式の顔、そして重MSということでジ・Oの雰囲気も取り入れている。胸部にコックピットがあるつもりでデザインしたが、監督の富野由悠季は頭部をコックピットにするつもりであることが絵コンテの段階で判明する。その後、頭部コックピットは納得できるデザインにできたが、そのサイズから逆算すると相当巨大なMSとなるにもかかわらず機体設定には反映されず、劇中でもνガンダムと同程度のサイズに描写されている。爆雷型のファンネルから羽根が開くというギミックは、アニメで動いた時により面白く演出できるようにと出渕が考えたもの。
企画段階の名称は「ザ・ナック」だったが、同名のテレビゲームソフトが存在したため、取りやめられた。

## 設定解説
新生ネオ・ジオン総帥シャア・アズナブルの搭乗機。基礎設計はハマーン・カーン時代の旧ネオ・ジオン軍ニュータイプ研究機関が担当しているが、製造と実験用の施設が不足していたことから、旧ジオン公国と縁の深いグラナダ工場を有するアナハイム・エレクトロニクス（AE）社に製造が委託される。また、開発には数々の戦乱の中でシャアの乗機を造り上げてきたニュータイプのエンジニアであるアルレット・アルマージュも携わっている。
当初はギラ・ドーガをベースとしたヤクト・ドーガの開発が進められていたが、基礎骨格であるムーバブル・フレームのサイズがサイコミュ機器を内装するのに不足していたため、試行錯誤の末に要求に適合したサイズをもつサザビーが新規に開発される。当初はモビルアーマー（MA）サイズの機体となる案も存在したが、のちにその案はα・アジールに引き継がれる。
内部構造の一部にはヤクト・ドーガにも採用されたサイコ・フレームを配置し、高い追従性を獲得。サイコ・フレームは機体の軽量化とにも寄与し、軽量かつ高強度の新ガンダリウム系装甲の採用と相まって、各部に推進器を増設可能なほどのスペースの余裕も生まれている。バックパックのスラスターは3基で初期型のリック・ドム1機分に相当する推進力を発生し、下段左右に接続された2基のプロペラント・タンクによって最大戦闘出力時間が90秒以上延長されている。
四肢の完成度も高く、徒手空拳での格闘戦も想定されている。ネオ・ジオン総帥がみずから搭乗する機体であることから、脚部は余分な機能を排した耐久性重視の構造となっている。コクピットは頭部に内蔵されており、脱出用の分離機能と推進用アポジモーターによって、被撃墜時の早急な戦線離脱が可能。メインカメラにはモノアイが採用されているが、これはグリプス戦役時代の機体に採用されていたものに改良を加えたものである。
ジェネレーターは内蔵型メガ粒子砲の稼働に対応した高出力型を採用しており、分類上は高火力型の第4世代MSに相当する。機体色は当初よりシャアの搭乗を想定していたために赤を基調とした赤系統で塗装されている。機動力や運動性を重視したνガンダムと比較した場合、サザビーは攻撃力を重視した対照的な機体である。

### 武装
ビーム・ショット・ライフル
型式番号：ALB-BSR-N4
AE社に子会社として買収されたアルバート社によって開発・試作された新機軸の火器。出力は10.2メガワット、装弾数は30発。
上部バレルに集束ビーム、下部バレルに拡散ビーム（ビーム散弾）のふたつの砲口をもち、バレル下部のフォアエンドによるポンプアクションによって射撃モードを変更する。ビーム・ライフルの万能性と、近距離制圧力を重視したビーム・ショットガンの機能を兼備するが、その機構を持たせるために大型化してしまっている。
ビーム散弾は、ビーム帯を弾丸状の粒にして拡散発射する機構で、命中率を高めるとともに敵MSの装甲の物理構造に高エネルギーによる不均衡を生じさせて破壊する効果がある。耐ビーム・コーティングを施した装甲であっても、装甲の広範囲に同時に散弾が命中するため、ビームの拡散効果を飽和させて内部機構にダメージを与えることが可能。連射も可能であり、近接戦闘時に威力を発揮する。
劇中では対MS戦からミサイル迎撃まで幅広く用いられるが、νガンダムとの戦闘でビーム・サーベルで切断され投棄される。なお、アニメ版『機動戦士ガンダムUC』ではアンジェロ・ザウパーのギラ・ズールが本武装の改修型を使用している。
ビーム・トマホーク / 大型ビーム・サーベル
専用の接近戦用武装。通常は片刃のビーム・トマホーク、最大出力では大型ビーム・サーベルとして使用する。また、エネルギー消費を抑えたヒート・ホークとしても使用可能。ビーム・トマホークは漫画版で使用する場面があるが、ヒート・ホークは映像を含めて使用場面はない。
未使用時は柄を縮めた状態でシールド裏面に搭載され、スカート・アーマーに装備することも可能。宇宙世紀0090年代のビーム・サーベルの標準的な機構であるアイドリング・リミッター機能を備える。劇中では大型ビーム・サーベルを投げ付け、νガンダムのビーム・ライフルを破壊する。νガンダムとの鍔迫り合いではパワー負けており、焦って大きく斬り込んだシャアをかわしたνガンダムに左腕ごと切り落とされた。
カトキハジメによるデザインリファインが行われたプラモデル『マスターグレード サザビー Ver.Ka』（2013年発売）では、左右分割して片刃のビーム・トマホーク2刀流や、それを連結してビーム・ナギナタとして使用できるようになっている。
ビーム・サーベル
通常の機体の装備と同等出力の、一般的な装備。柄が短縮化された状態で前腕部（手首）ホルダーに収納されており、使用時は射出された柄をマニピュレーターでそのまま保持する。斬撃の瞬間にビーム刃を発生させるアイドリング・リミッター機能を採用している。ビーム・トマホークに出力で劣るぶん、使い勝手に優れている。大型ビーム・サーベルとの二刀流で斬り合うも先端部をνガンダムのサーベルで切断され爆発前に破棄している。
シールド
裏面にビーム・トマホークと小型ミサイル3発を装備し、表面にはネオ・ジオンの紋章があしらわれている。本体装甲と同様ガンダリウム合金が用いられており、表面には強力なコーティングが施されている。劇中では遠隔操作で罠を張ったνガンダムのニュー・ハイパー・バズーカの直撃を受けて破壊され失った。
PlayStation用ソフト機動戦士ガンダム 逆襲のシャアのオープニングムービーは地球を背景にした小惑星ないし隕石に刺さったこのシールドが陽の光を反射する場面から始まるが、ここでは多少のダメージ痕は認められる物の破壊は免れている。
ファンネル
ヤクト・ドーガと同型のサイコミュ誘導兵器。アクティブ時の全長は約2.4mと、キュベレイ用ファンネル（約1.3m）から大幅に大型化しているものの、エネルギーCAPの性能向上もあって10.6MWものメガ粒子出力を実現。コンパクトさと性能を両立している。
本機ではバックパック上部左右のファンネル・コンテナに各3基ずつ、計6基が収納されており、射出後にコンテナに再接続することでエネルギーとプロペラントの補充・再使用が可能となっている。ただし、汎用MSとしての充実した武装群に比べると重要度は低く、補助武装として使い捨てることを前提に用いられた。
アクシズでの戦闘では、旗艦レウルーラからの出撃直後に5基を射出。ロンド・ベル艦隊からのミサイル群から『本命』の核ミサイルを正確に見抜き、迎撃に成功している。最後の1基はアクシズ表層においてνガンダムとの会敵時に使用される。サザビーとνガンダムの“本体”同士が激しい一騎打ちを繰り広げるのと呼応するように、フィン・ファンネル（こちらも最後の1基）とファンネル同士の射撃戦を展開。高速射撃・回避によって決着がつかぬまま、ムサカの核爆発に巻き込まれて両者バラバラになって遠方宙域へ消えていった。
腹部メガ粒子砲
腹部に装備された本機唯一の内蔵火器。腹部左右の動力パイプを介して背部のジェネレーターに直結している。出力8.8メガワット。ビームを広範囲に拡散することで、一度で複数のジェガンの同時撃破やアクシズの岩石を削り取るなど大きな破壊力を見せる。ただエネルギー消費が激しいため、機体がパワーダウンすると威力は激減する。劇中でも、νガンダムとの戦闘時にメガ粒子砲のビームが弱くなり、シャアが「パワーダウンだと？」と驚く描写がある。
ロング・ライフル
劇中未登場で、イメージボードにのみ描かれた武器。プラモデル『マスターグレード サザビー Ver.Ka』などに付属。
ハンド・キャノン
劇中未登場。『B-CLUB』よりガレージキットが発売されたのみで、ほぼ詳細不明。

### 劇中での活躍
物語冒頭から最終盤までシャアの愛機として活躍。序盤ではアムロ・レイが乗るリ・ガズィを圧倒し、ロンド・ベルがアクシズを破壊するために放った核ミサイルを全弾撃墜する。
サイコフレーム技術の横流しによってほぼ互角の性能となったνガンダムとの一騎討ちでは、双方が武器を失って格闘戦となった果てにサザビーは背部からのνガンダムの攻撃に遭い、アクシズの表面に激突する。この際に脱出装置が作動し、射出されたコックピット・ブロックはトリモチランチャーを用いたνガンダムに捕らえられ、地球へ降下していくアクシズの表面に押し付けられる。そして、サザビーのコックピットとνガンダムのサイコ・フレームが共振現象を引き起こし、奇跡を起こすこととなる。
配信アニメ『機動戦士ガンダム Twilight AXIS』では、アクシズの表面に擱座した姿で登場。アルレットの見立てでは左腕の切断以外のダメージが（νガンダムによる殴打で）頭部に集中し、本体側は墜落とデブリの破片によるもので、それ以外は全体的に原形をとどめていた。本作では成り行きからアクシズを訪れたアルレット・アルマージュが本機から引き出したシャアのIDを用い、MAのアハヴァ・アジールを起動させることとなる。
宇宙世紀とは異なる世界観のゲーム『バトルロボット烈伝』では、最終ボスとして2機が登場。転写された「ブランチ戦士」であるシャアのほか、ゲルスター帝国軍のエレノア＝バラージュが搭乗する。両機とも敗北したあと、エレノアがみずからの命を捧げることでシャア機が強力な「H・サザビー」として復活する。ユニットのグラフィックはひと回り大きくなっており、ハイパー化が示唆されている。

## バリエーション

### サザビー・プロトタイプ
小説『機動戦士ガンダム 逆襲のシャア 前編』で登場。作中では、単に「サザビー」としか呼称されない。
ラー・ザイムから出撃したアムロのジェダを発見したことをライルから聞かされたシャアは、ナナイ・ミゲルを同乗させて出撃する。サザビーはテスト中の状態だったため、正式なコックピット・コアを装備しておらず、従来のMSのコックピットの位置と同様、腹部に複座のコックピット・コアを取り付けている。サザビーの仮設コックピットに使われている360度モニターは、ギラ・ドーガの流用だが、性能は悪くなかった。
戦場でアムロ機と遭遇したシャアのサザビーは背後を取りつつ「性能は圧倒的にこちらが上だ」と警告をおこない、それを聞いたアムロはサザビーの火力も出力も圧倒的と見てジェダでは簡単に敗北すると理解して、交戦はおこなわれない。シャアはアムロへ宣戦布告すると、サザビーに急速加速をかけて、星々の光の間に消えていった。今の夢のような再会が本当のものかと疑うアムロの脇で、カニンガムの搭乗したジェダが追撃しようと数本のミサイルを発射するが、静止しようとしたアムロの言葉が言い終わらないうちにミサイルは前方の空域で全弾狙撃される。
模型誌『B-CLUB』30号にて、『B-CLUB』28号に掲載された出渕裕によるサザビーの初期デザインが、上記小説版のテスト中のサザビーに相当する「MSN-04X サザビー・プロトタイプ（試作型）」として立体化された。出渕による初期デザインでは、右腕に大型ハンド式メガ粒子砲が装備されているほか、腹部アーマー（後方）にキュベレイ式の試作型ファンネル・コンテナを装備している。背面にはプロペラント・タンクを搭載。小林とおるによれば、頭部はシャアのヘルメットをイメージして、フェイスマスクは百式を取り入れるつもりだったと考察している（決定稿ではフェイスデザインは変更されている）。また、模型作例では小説の設定と同様に、コックピットは腹部に複座型のものを仮設しているとされている。
スマートフォンゲームアプリ『機動戦士ガンダム U.C. ENGAGE』のイベント「アムロシャアモード」にも登場。型式番号は不明だが、名称は「サザビータンデム型」とも呼ばれる。胸部中央下部が膨らんでおり、腹部メガ粒子砲は装備されておらず、まだ完成前の試験運用中の段階にあるが、それ以外は完成機と変わらない。連結されたシートにナナイも同乗し、シャアとアムロの会話のやりとりも小説版を踏襲する（ミサイルを発射するのはベースジャバーとなっている）。アムロは交戦を仕掛けるが旧式化していたリック・ディジェと最新のNT専用機の格差は操縦者の力量を持ってしても埋められず、シャアも本気を出そうとしないまま背後から機体を取り押さえ、その圧倒的な力の差をアムロに見せつける。

### サザビー初期試験型（重力下仕様）
漫画『機動戦士ムーンガンダム』に登場。地球寒冷化作戦を前提にテストされていたサザビーの仕様のひとつ。
のちの完成型とは異なり、ギラ・ドーガ用のコックピットを複座化したうえで腹部に仮設しており、頭部もヤクト・ドーガの発展型を採用している。当初はヤクト・ドーガと同出力の一世代前のジェネレーターを搭載していたが、シャアの要求水準を満たさなかったために特注の大型ジェネレーターに交換される。このジェネレーターを搭載するために巨大なスペースを要したため、胸部コックピットは脱出ポッドシステムを伴って頭部に移設され、ここで完成型の仕様となる。
武装の大半は完成型と同じだが、手持ち火器は長射程で単発の威力が高いロング・ライフルが設定されている。

### サザビー（陸戦用重装型）
近藤和久によりアレンジを加えられたデザイン。近藤の漫画作品に登場。名称はムック『ホビージャパン8月号別冊 機動戦士ガンダム「新世代へ捧ぐ」』による。
サザビーを通常指揮官用として試験的に生産した機体。ファンネル・ポッドを廃してウェイト・バランスを調整し、地上での運動性が高められている。さらに全身の装甲を大型化、火力も強化されている。89機が生産され、北米大陸やアジア・アフリカ方面と広く配備されている。武装はスペックに記されていないものの原型機と同様のシールドの携行が確認されており、外観から腹部メガ粒子砲も残されている（使用例は確認できない）。塗装はオレンジやオリーブドラブを基調とするものや迷彩塗装など4種類が確認されている。
作中での活躍
漫画『機動戦士ガンダム ジオンの再興』では、クルツ大尉が搭乗し部隊を率いてウィルボトン基地を襲撃する。増援のPX-00531からの攻撃を受け、右腕を失いながらもシールド裏のシュツルムファウストにより撃破し、基地の陥落に成功する。その後、同基地からの地球撤収作戦の護衛のためブラウン大尉のブレッダやマイヤー小尉のG-3とともに、ΖΖガンダムやA/FMSZ-007II ZETAからなる大部隊と交戦し、大損害を与えたのちにザンジバルに回収され、宇宙へ脱出する。
『機動戦士ガンダム「新世代へ捧ぐ」』や『新MS戦記 機動戦士ガンダム短編集』収録の短編漫画「SIDE OPERATION OF ZION 0092」ではマーシが搭乗。後方奇襲撹乱作戦のため、フレデリック・F・ブラウン大尉のジャギュアとともにガウに曳航される輸送機に搭載されるが、目標ポイント到着前に連邦軍の試作MA、G-RAYの攻撃を受けて脱出するも、輸送機の墜落に巻き込まれ爆発する。
漫画『機動戦士ガンダム 新ジオンの再興』では3機が確認できるが、そのうち2機はGコマンダーの攻撃を受けて撃破される。

### MSN-04FF サザビー
ららぽーと福岡の開業に合わせ製作された実物大νガンダム立像の先行PVに登場（型式番号：MSN-04FF）。名称はリアルグレード (RG) やBB戦士といったプラモデルの商品名における表記であり、『ガンダムブレイカーモバイル』や『機動戦士ガンダム U.C. ENGAGE』などのゲームでは「サザビー [THE LIFE-SIZED ν Gundam STATUE]」と表記される。
本体は通常のサザビーと変わらないが、ネオ・ジオン技術陣とAEグラナダ支社が開発した2基1対の大型ビット「ダブル・ホーン・ファンネル」を装備する。ロングレンジ・ライフルと同様に、地球寒冷化作戦の長期化を想定して建造された兵装のひとつであり、νガンダム (RX-93ff) のロングレンジ・フィン・ファンネルに対抗するための兵装でもある。マザー・ファンネルのサイコ・ウェーブ・ハブ技術とハイパー・ビーム・サーベル、ハイパー・メガ粒子砲をコンパクトにまとめたもので、遠隔誘導により2基を平行に連結させて後部装甲を展開したハイパー・メガ粒子砲モードや、グリップとジョイントを展開して両腕に装着するハイパー・ビーム・サーベル・モードとなる。また、本体のファンネル・コンテナの左右に接続した状態でも高火力キャノンとして運用可能。のちにAEグラナダ支社のデータがサイドFで復元され、MSN-04FFの型式番号で登録されるとともに、シャアの反乱時における機体のポテンシャルがさまざまな角度から計測されている。
RGの商品PVでは、ダブル・ホーン・ファンネルがファンネル・コンテナに装着されて出撃する様子も見られる。

## ナイチンゲール
新生ネオ・ジオンが開発したニュータイプ専用MS。総帥であるシャア・アズナブル専用機として全身が赤系統で塗装されている。小説『機動戦士ガンダム 逆襲のシャア ベルトーチカ・チルドレン』、及び『CCA-MSV』に登場する。オリジナルデザインは出渕裕。
機体設定が2種類存在するが、デザインはどちらの設定も共通している。初出は、富野由悠季による1988年刊行の小説『機動戦士ガンダム 逆襲のシャア ベルトーチカ・チルドレン』。この小説は映画の初期プロットをベースにしており、作中にサザビーは存在しない。その代わりに、小説では本機にシャアが搭乗する。一方、後に映画『逆襲のシャア』の内容に沿うよう「サザビーの強化発展機」として設定変更したうえで『CCA-MSV』（逆襲のシャア・モビルスーツ・バリエーション）の機体としても分類されている。

### デザインと設定の公式化の経緯
初出は、劇場アニメ「機動戦士ガンダム 逆襲のシャア」の初期プロットをもとに監督の富野由悠季自身がノベライズした小説「機動戦士ガンダム 逆襲のシャア ベルトーチカ・チルドレン」。初期の企画案をもとにしているため、ナナイ・ミゲルは「メスタ・メスア」、ギュネイ・ガスは「グラーブ・ガス」などと実際の映画版とは名称が異なっており、サザビーも同様に小説では「ナイチンゲール」となっている。この小説の口絵に出渕裕によるナイチンゲールのモノクロのイラストが描かれている。出渕は「ナイチンゲール」という名前の響きから、劇場版のサザビーそのままでなくMA的にアレンジしたと語っている。そのため、サザビーに似ているところがありながらも、より巨大で威圧的なフォルムとなっている。その後、人気が出たためにガレージキット用に出渕裕が新しい全身図の設定画を描き起こし、B-CLUB誌でカラー画稿が掲載された。その後、模型となったり、ゲームに登場したりすることでデザインもより細かく描かれるようになり、認知度が上がって公式化されていった。2014年にはガンダムエースにて小説のコミカライズである漫画版『ベルトーチカ・チルドレン』が連載開始となり、新たに柳瀬敬之による作画用にディテールが加えられたデザインが描かれた。

### 設定解説（ナイチンゲール）
本機はMSだが、そのシルエットはMAにも近く、サイコフレームの導入によってMSサイズでありながらニュータイプ専用MA並みのスペックを獲得、各部に配置されたバーニアスラスターにより高い運動性と機動性を獲得した。計5基のプロペラント・タンク(後部アーマーに2基、背部に3基)が接続されており、稼働時間の延長と生存性の向上が図られている。サザビーよりも頭頂高がやや低く、体勢も前傾姿勢で、胴体部は前後に伸びるように大型化されているほか、四肢の関節もシーリングで覆われている。巨大な背部バーニアバインダーはファンネル・ポッドを兼ねており、α・アジールのものを小型・軽量化したファンネルを10基搭載している。また変形することで高速飛行モードに移行する。肩部アーマーにはバーニアが内蔵されており、サザビーの肩部側面の可動式スラスターを大型化したような形状である。スカートアーマー内には、グリプス戦役時代の重MSジ・Oにも装備された隠し腕（接近戦用マニピュレーター）が仕込まれており、MAクラスの巨躯でありながら近接戦闘能力も高い。シールドはサザビーとほぼ同一形状のものを携行。

#### 2つの機体設定
小説『ベルトーチカ・チルドレン』に準じる設定
小説『ベルトーチカ・チルドレン』ではサザビー自体が存在しない世界であるため、映画のサザビーに相当する機体となっている。
『CCA-MSV』としての設定
『CCA-MSV』ではサザビーの強化発展機。サザビーは重MSとしての性能を追求した機体として完成したが、さらにサザビーをMSの概念から解き放ち、MAにみられるような性能を極限まで追求することをコンセプトに開発された。AE社がνガンダムの改良発展機であるHi-νガンダムを独自に開発した時期と前後し、ネオ・ジオン側もナイチンゲールを建造したとされるが、詳細は不明。シャアはサザビーを使用したため、本機の公的な運用記録は残されていないが、、のちに本機の延長線上の機体としてβ・アジールが開発される。ゲームでもCCA-MSVに準じてサザビーの発展型のMSとして設定されている。

### 武装（ナイチンゲール）
当初はメガ・ビーム・ライフルとビーム・サーベルおよびファンネルのみとされ、ゲーム『第2次スーパーロボット大戦α』などで登場する際には独自設定として胸部にメガ粒子砲が存在し、シールドにサザビーと同様にミサイルが装備されている場合があった。しかし、その後はプラモデル「RE/100 1/100 ナイチンゲール」においてシールド裏にビーム・トマホークとミサイルが配置され、漫画版『ベルトーチカ・チルドレン』においてはさらに腹部のメガ粒子砲の存在が描かれるなど、サザビーと同様の豊富な武装とギミックをもつ機体としてあつかわれるようになっている。
胸部バルカン砲
中〜近距離用の実体弾を発射する。
ビーム・サーベル
サザビーと同じく両手首に格納される。隠し腕を使用することで計4本のビーム・サーベルを同時に使用可能。
マイクロミサイル
シールド裏面に3発装備する。ターゲットを光学的に認識し、追尾可能。
ビーム・トマホーク
サザビーのものとほぼ同一の武装で、片刃のビーム・アックスとしても使用可能。最大出力時には大型ビーム・サーベルとして使用可能。シールド裏面にマウントする。
シールド
サザビーのものとほぼ同一の武装。ガンダリウム合金製であり、裏面にビーム・トマホークとマイクロミサイルをマウント可能。
隠し腕（接近戦用マニピュレーター）
フロントスカート内に格納されている。
腹部メガ粒子砲
通常は装甲に覆われており、カバーを展開して使用する。
大型メガ・ビーム・ライフル
通常のビーム射撃に加え、高出力のビームを放射するランチャーモードとビーム・ショット・ライフル同様、拡散ビームを発射する散弾モードの3つの打ち分けが可能である。長距離精密射撃のためのバイポットを備え、射撃時にはスタビライザーとしても機能する。
ファンネル
背部のファンネル・ポッドに計10基装備する。α・アジール搭載型の大型ファンネルをリサイズしたもの。大型コンデンサーを内蔵し、円筒タイプのものより威力と稼働時間に優れる。ファンネル・ポッドでのエネルギーとプロペラントの再チャージも可能。

### 作中での活躍（ナイチンゲール）
小説『ベルトーチカ・チルドレン』では映画版のサザビー同様、シャア・アズナブルの専用機としてアムロ・レイの乗るリ・ガズィを圧倒する。ライバル機のνガンダムとも互角以上の戦いを繰り広げたが、最終局面では頭部フロー・システムが作動してコクピット・カプセルが射出される。

### 永野護版ナイチンゲール（ナハトガル）
永野護による「ナイチンゲール」は、映画『機動戦士ガンダム 逆襲のシャア』の企画初期段階にシャアの搭乗機として設定されていたMSで、実際の映画版のサザビーにあたる機体。のちに「ナハトガル」という名称で永野自身の手により新たにデザインし直された。
「ナイチンゲール」は、永野が映画のためにシャアの搭乗する最後のMSとしてデザインしたものだった。しかし、富野監督からの要望で考えた永野のMSのデザインラインにクライアントからのOKが出ず、作品を途中降板したためにデザイン画は未公開のままだった。その後、1998年にアニメ雑誌上で「ナイチンゲール・ジオン」という名前で頭部デザインだけが公開されていたが、全身像は不明のままだった。しかし、2007年に「ナハトガル (Nahatgall)」という名称を与えられ、雑誌上で永野自身によって新たに描き直されたデザインと永野独自の設定が公開された後、2011年にはオリジナルのデザインと設定画の一部も自身の著書の中で公開された。
「ナハトガル」は、2007年に永野が「ナイチンゲール」をデザインし直したもの。機体のカラーリングは初めて発表された『月刊ニュータイプ2007年1月号』のポスターではミントグリーンであったが、後に『機動戦士ガンダム30周年画集 天地創造』に掲載された際にはローズレッドに変更されている。
以下は、2007年版の永野による独自の設定である。
グリプス戦役終結後のハマーン・カーン率いるネオ・ジオン軍の重MSとしてアナハイム・ジュピターが開発をおこなっており、データが月のAE本社に流出した際に誤って英語で「ナイチンゲール」と呼ばれるようになったために生産が続行可能となる。対艦強襲・駆逐戦闘を主任務としたMAに近い運用を想定しており、その巨体に高い機動力を付与するプロトンドライブの放熱板が頭部から背部にかけて装備される。MAN-104の型式番号のほかに "MAN-104/MSae-39-20001-X-19D ( - 20006-X-19D)" というAE社内での統一コードをもつ（キュベレイは "MANae-103-10001-X-15B"）。

## バルギル
宇宙世紀0092年を舞台とする漫画『機動戦士ムーンガンダム』に登場するMS。主役機であるムーンガンダムの原型機で、サザビーへとつながる機体。メカニックデザインは形部一平が担当。「バルギル」とは『ムーンガンダム』のストーリー担当である福井晴敏が考えた命名案のひとつで、ほかに挙げた候補のなかから形部の息子が選んだものが採用された。形部は「サザビーに繋がるような機体名にしっくり来るものがなかったため、意味をもたず語感のみを重視した名称に決めた」と語っている。

### 設定解説（バルギル）
ネオ・ジオン再蜂起に向けて作られた指揮官用次世代ニュータイプ専用機。ムーンガンダムの原型機となった。ヤクト・ドーガと同時期に開発され、のちのサザビーへつながるプロトタイプと目されている。パイロットは、偽装貨物船「アタラント3」に所属するニュータイプ研究所出身の強化人間「アゴス・ラガート」。
機体色はパープルで、サザビーを細身かつ直線的にしたような外見。
ギラ・ドーガの1.5倍に強化されたジェネレーターとガンダリウム合金装甲を採用し、多数のスラスターを配置しつつ軽量化を施すことで、ほかの実験機を上回る運動性能を発揮する。一方、サイコミュ・システムの性能はサイコ・フレーム搭載機であるヤクト・ドーガに劣っており、安定性を欠いた失敗作とされている。アトランタ3所属機からは次世代サイコミュ技術が取り外され、操縦席とファンネルは従来のサイコミュ式に換装される。

### 武装（バルギル）
武装の形状や機能、配置もサザビーに似ており、グレネード・ランチャー内蔵型ビーム・ライフル、ビーム・トマホーク兼用ビーム・サーベル、背部上段左右のコンテナに内蔵されたファンネル計6基に加え、長銃身のロング・ライフルを装備する。機体腕部には格闘用兵器のバタフライ・エッジが備え付けられている。

### 作中での活躍（バルギル）
『ムーンガンダム』第2話で、ロンド・ベル所属ラー・ギルス隊を撃退すべく初出撃するが、アゴスはファンネルを起動させることができず、敵機のシータプラスに苦戦を強いられる。そこで、みずから切断した右ファンネル・ラックを投擲して牽制し、頭部の左顔面を潰されつつもアタラント3の窮地を救う。戦闘後は充分な修理を受けられず、損傷部分も放置されたままで運用される。第6話では、戦場で遭難したジオン皇女のミネバ・ラオ・ザビの捜索中、同じく宇宙を漂流中だった光族の少年のユッタ・カーシムを回収する。このとき、機体のサイコミュがユッタの意思を感知して左ラック側のファンネルが起動し、次いでミネバの回収にも成功する。
第9話・第10話では、ムーン・ムーンに漂着したティターンズ残党のサイコミュ搭載型MS「G-ドアーズ」の頭部（ガンダム・ヘッド）を解析する目的で、同じサイコミュ搭載機である本機に頭部が移植され、「ガンダム・ヘッド搭載型」として応急修理される。その際、起動した頭部の干渉を受けて機体のサイコミュ・システムを乗っ取られたことから、アゴスは「もう自分には乗りこなせないだろう」と述べている。

## ムーンガンダム
『機動戦士ムーンガンダム』の主役機。バルギルのボディにアムロ・レイが撃墜した謎のガンダムの頭部を組み合わせ、改修とカラー変更を行った機体。肩形状などにバルギルとの類似点を見出せる。バルギル側のサイコミュ兵器が従来型である一方で、ガンダムの頭部側には次世代サイコミュ兵器が搭載されていた。

### 設定解説（ムーンガンダム）
バルギル（ガンダム・ヘッド搭載型）に、ムーン・ムーンへ漂着したG-ドアーズの頭部とそのサイコミュ・ユニット「サイコプレート」を組み込んだ姿。パイロットはムーン・ムーンに住む少年、ユッタ・カーシム。
最大の特徴は、機体の背面に装着された三日月型の装備、サイコプレート。サイコプレートには研究段階にあったサイコフレームが組み込まれており、パイロットの感応波を機体の操縦に反映させる受信装置としての機能をもつほか、それ自体をオールレンジ攻撃用の武器として自在に使用することができる。サイコプレートは16枚のうち8枚が戦闘により欠損しており、残りの8枚が欠けた月を想起させるシルエットを形成する。
当初の機体色はそれぞれの改修前と同じとなっており、設定資料などでは「バルギル（ガンダムヘッド＆サイコ・プレート搭載型）」と呼称されるが、地球連邦軍への心理的効果を意図したリュースの意向により、第23話でガンダムを想起させる赤白青のトリコロールへと塗り替えられる。
後頭部にあたる箇所のアンテナらしきものも従来のガンダムとは異なっており、加えて縦に走る緑のラインも確認できる、独特なデザインの機体となっている。
当初はゲム・カモフのような運用が想定されており、第24話では所属を偽るために利用される。

### 武装（ムーンガンダム）
改修前と同じビーム・ライフルやビーム・トマホークに加え、バルギル用の武装であった左右前腕後部に内蔵された折り畳み式格闘用ビーム刃発生器「バタフライ・エッジ」2基、G-ドアーズの頭部に内蔵された60ミリバルカン砲2門、G-ドアーズから移植されたムラサメ研究所由来の遠隔式サイコミュ兵器「サイコプレート」8基。ビーム式トライブレードの一種と位置づけられるバタフライ・エッジは短時間のみサイコミュによる遠隔操作が可能で、ブーメランのような使い方が可能サイコプレートは、バックパック左側に連結状態の4基を二重に重ねた収納形態と、赤い発光部を露出させた三日月形態の二つの待機形態をもち、分離後はパイロットの脳波コントロールで攻防どちらにも使用可能となっている。

### 作中での活躍（ムーンガンダム）
ネオ・ジオン軍過激派シュランゲ隊の襲撃で身動きが取れなくなったアゴスに代わり、ムーン・ムーンに住む少年「ユッタ・カーシム」が搭乗する。身分を隠してユッタに接触したクランゲル隊の上官「リュース・クランゲル」が、「ムーン・ムーンで生まれ、ムーン・ムーンの民であるユッタが動かすガンダム」という意味を込めて「ムーンガンダム」と命名し、機体名称と型式番号も正式に変更される。

### 強化型ムーンガンダム
ヤーヒム隊のサイコ・バウやシャアが搭乗するサザビー初期試験型（重力下仕様）との連戦後に降伏しネオ・ジオン軍所属となったムーンガンダムを、ネオ・ジオン軍が占拠した南極の旧資源開発基地で改修した姿。
パイロットであるユッタの才能とサイコプレート主体の戦法から大きな問題にはなっていなかったが、ムーンガンダム自体はバルギルにガンダムの頭部やサイコプレートを後付けした構造ゆえに、ムーバブル・フレームやジェネレーターが過負荷状態にあった。南極基地の設備の都合から全面改修は困難であったものの、サザビー世代の高出力ジェネレーターへの交換を軸とした上半身の刷新・強化が行われている。さらに、バックパックのメインバーニアを2基から4基に、肩部スラスターを片方1基から2基に増設することで、推力や機動性、旋回能力が向上している。